# Kwatera (okno)

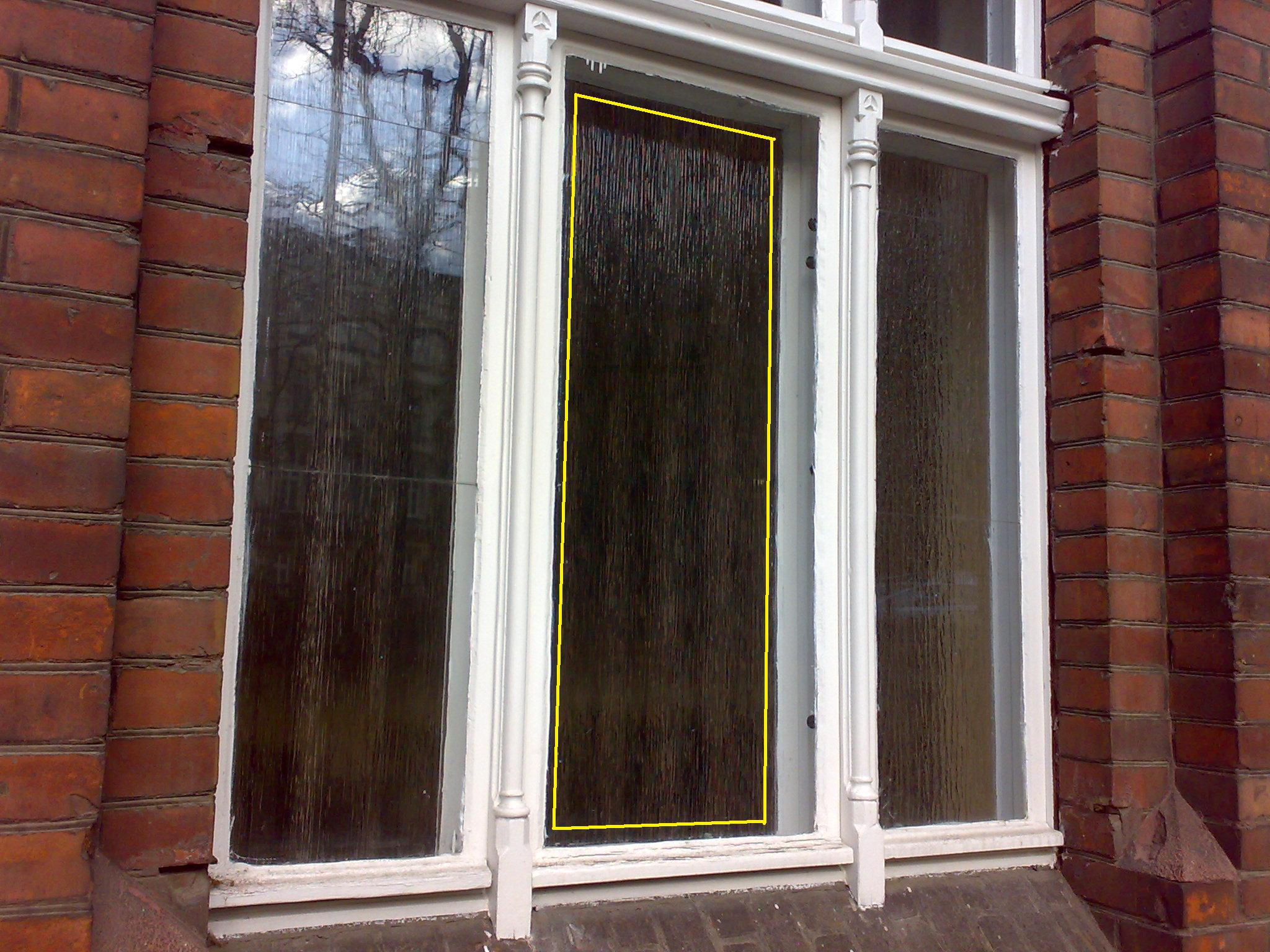
Okno - kwaterę zaznaczona na żółto

Kwatera okienna – segment okna wielodzielnego, utworzony przez słupek (pion) i ślemię (poziom). W oknach bez słupków kwatera odpowiada powierzchni skrzydła okiennego. Kiedyś kwatera i skrzydło były niejednokrotnie tożsame.